# Jean-Philippe de Bertholf Ruyff de Belven
Jean-Philippe de Bertholf Ruyff de Belven was een 17e-eeuwse heer van Baelen en De Ruyff-Baelen.
Hij was de zoon van Jean de Bertholf Ruyff de Belven en Marie Isabelle de Haultepenne en woonde als kanunnik te Aken. In 1666 werden de bezittingen van zijn ouders verdeeld over de kinderen: naast hem nog een broer en een zuster. Hij kocht deze uit en verwierf Kasteel Baelen in 1667. Hij kon echter niet aan zijn verplichtingen voldoen, waarop zijn schoonbroer Jean Nicolas de Schwartzenberg het goed in 1684 overnam.
Jean-Philippe was getrouwd met Katharina Charlotta van Boecop en hun kinderen waren:
- Johannes Christophorus de Bertholf Ruyff de Belven[2]
- Catharina Ernestina de Bertholf Ruyff de Belven.